# Chimarra skiborskii
Chimarra skiborskii är en nattsländeart som beskrevs av Wolfram Mey 1995. Chimarra skiborskii ingår i släktet Chimarra och familjen stengömmenattsländor. Inga underarter finns listade i Catalogue of Life.